# Chaumont, Yonne
Chaumont là một xã của Pháp,tọa lạc ở tỉnh Yonne trong vùng Bourgogne. Chaumont có diện tích 8,64 km2, dân số năm 1999 là 551 người. Xã này nằm trên độ cao từ 54–184 m trên mực nước biển.

## Thông tin nhân khẩu
| Năm | 1962 | 1968 | 1975 | 1982 | 1990 | 1999 |
| --- | ---- | ---- | ---- | ---- | ---- | ---- |
| Dân số | 243  | 273  | 306  | 313  | 552  | 551  |
| From the year 1962 on: No double counting—residents of multiple communes (e.g. students and military personnel) are counted only once. |      |      |      |      |      |      |